# Rygar
Rygar – holenderski projekt muzyczny, tworzący muzykę spacesynth, powstały w roku 1988 z inicjatywy Michiela van der Kuya, wówczas członka zespołu Laserdance.

## Historia
Rygar powstał jako jeden z kilku równoległych projektów muzycznych, stworzonych w drugiej połowie lat 80. XX wieku przez Michiela van der Kuya. Nie wszystkie utwory, produkowane w jego prywatnym studiu, mogły zmieścić się na płytach Laserdance, Proxyon czy Koto, wydawanych przez zewnętrzne wytwórnie. Część repertuaru van der Kuya opublikował dzięki swej własnej wytwórni Made Up Records. Oprócz piosenek, firmowanych nazwiskami wokalistów, dwa utwory instrumentalne Star Tracks i Spaceraiders zostały wydane pod marką Rygar. Nazwa ta pochodziła od popularnej wówczas platformówki dostępnej na automatach do gier.
Pierwszy album Rygara, zatytułowany The Album został wydany w roku 2001 przez Made Up Records. Następnie Michiel van der Kuy ponownie połączył siły z Robem van Eijkiem, z którym wcześniej pisał utwory dla Laserdance i Proxyon. Rezultatem były najpierw dwa albumy ich nowego projektu muzycznego Area 51, a następnie drugi album Rygar Modulation, wydany w roku 2012 przez Space Sound Records.

## Dyskografia

### Albumy
- 2001: The Album
- 2012: Modulation
- 2020: Sonorous

### Single
- 1988: Star Tracks
- 1989: Spaceraiders
- 2018: The Mind Of The Universe